# Carrhotus s-bulbosus
Carrhotus s-bulbosus är en spindelart som beskrevs av Jastrzebski 2009. Carrhotus s-bulbosus ingår i släktet Carrhotus och familjen hoppspindlar. Inga underarter finns listade.